# Carlo Campora
Carlo Campora (Genova, 27 marzo 1944) è un ex calciatore italiano, di ruolo difensore.

## Carriera

### Giocatore
Cresciuto nel Genoa, vince con la formazione giovanile dei rossoblu il Torneo di Viareggio 1965.
Esordisce in prima squadra il 30 maggio 1965, nell'incontro di Serie A tra Genoa e Milan, terminato a reti bianche.
Fu in campo anche nella successiva vittoria per 4-1 contro la Fiorentina del 6 giugno, vittoria che non bastò al Grifone per evitare la retrocessione tra i cadetti.
In Serie B entra stabilmente nella rosa della prima squadra, disputando tra i cadetti 44 partite e segnando una rete.
Durante la stagione 1967-1968 Campora ha un incidente automobilistico in cui si lussò il femore e si fratturò l'acetabolo, perdendo la possibilità di giocare ancora ad alti livelli.
Nel 1969 torna a giocare a calcio tra le file del Gruppo C, sodalizio dilettantistico genovese, chiamato da György Sárosi, allenatore della squadra.  Con il Gruppo C giocò sino al 1977, anno in cui lasciò l'attività agonistica.

### Allenatore
Lasciato il calcio giocato, Campora è diventato allenatore, guidando le formazioni giovanili di vari club del genovese.
Dopo esser stato il responsabile del settore giovanile dell'Amicizia Lagaccio, diviene l'allenatore degli allievi provinciali della Genovese Boccadasse.

## Vita privata
Campora ha un figlio di nome Matteo, avvocato e assessore comunale a Genova nella giunta di Marco Bucci fino al 2024 quando è stato eletto consigliere regionale nella sua lista civica.

## Palmarès

### Competizioni giovanili
- Torneo di Viareggio: 1

Genoa: 1965